# Herkynischer Wald
Nicht zu verwechseln mit den Hyrkanischen Wäldern
Herkynischer Wald (lateinisch Hercynia silva, griechisch ορη Αρκύνια oder Ορκύνια) ist die antike Sammelbezeichnung für die nördlich der Donau und östlich des Rheins gelegenen Mittelgebirge.

## Etymologie
Die Etymologie des Namens ist umstritten. Einige glauben, er leite sich vom keltischen Wortstamm erchynn („hoch, erhaben“) ab. Der US-amerikanische Althistoriker Walter Woodburn Hyde (1870–1966) hält auch eine lautliche Verwandtschaft mit den Toponymen Harz und Erzingen oder Erzingen (Klettgau) für möglich.
Andere leiten ihn vom proto-keltischen *perkuniā ab (von indogermanisch *perkʷus = „Eiche“). Diese Ableitung wird untermauert durch althochdeutsch firgunna für den Herkynischen Wald, das sich vom gleichen Wort ableitet, wobei das indogermanische p in den keltischen Sprachen geschwunden ist, während es sich im Zuge der germanischen Lautverschiebung zu f verschoben hat. Eine weitere germanische Bezeichnung, die mutmaßlich mit dem Herkynischen Walde zusammenhängt, ist gotisch faírguni.
In lateinischen Texten des Mittelalters und der Neuzeit wurde der Harz mitunter als silva hercyniae bezeichnet, so u. a. in der Abhandlung Hercynia Curiosa oder Curiöser Harz-Wald des Autors Georg Henning Behrens, der Flora des Arztes Johann Thal sowie in der Inschrift Utilitati Hercyniae (übersetzt mit „Zum Nutzen des Harzes“) in der Fassade des Harzkornmagazins in Osterode am Harz.

## Lage
Auch die genaue Ausdehnung des Herkynischen Waldes ist unklar. Er wird zwar bereits in den Meteorologica des Aristoteles erwähnt, eine genauere Beschreibung ist uns aber erst in Gaius Julius Caesars Schrift De Bello Gallico überliefert, wo im Rahmen eines Exkurses über die Lebensweise der Germanen auf ihn eingegangen wird. Die Passage (6,25–28) ist wahrscheinlich pseudepigraph, wurde aber wohl schon in antiker Zeit in den Text interpoliert.
In der betreffenden Darstellung heißt es, der Wald sei in Nord-Süd-Richtung etwa neun Tagesmärsche breit und erstrecke sich über sechzig Tagesmärsche nach Osten, vom Gebiet der Helvetier bis zu den im heutigen Rumänien siedelnden Dakern, den Anarten, die die Ufer der Theiß im heutigen Ungarn besiedelten, und noch weit darüber hinaus. Wenn man einen Tagesmarsch mit 25 Kilometern ansetzt, ergibt das eine Gesamtfläche für den Herkynischen Wald von mehr als 337.500 Quadratkilometern.

## Geschichte
Mit der zunehmenden Akkulturation dieses riesigen Gebietes fanden die Römer in den Jahrhunderten nach Christus zu einer weniger pauschalen geographischen Begrifflichkeit und unterschieden künftig beispielsweise mons Taunus, saltus Teutoburgiensis, Silva Gabreta und Carpates montes. Die Besiedlung und Rodung erfolgte durch die fränkische Landnahme und die merowingischen und karolingischen Rodungswellen im 7. bis 10. Jahrhundert. In einer weiteren Rodungswelle im 11. Jahrhundert sollten die Slawen durch fränkische Siedler unterworfen werden.

## Fauna
In Caesars De bello Gallico werden drei angeblich typische Tierarten des Hercynischen Waldes beschrieben:
1. eine Hirschart, die durch ein einziges sehr langes und auffallend gerades Horn zwischen den Ohren gekennzeichnet sei, das sich an der Spitze astähnlich verzweigen würde. Ob es sich dabei um ein Einhorn oder ein Rentier handelt, ist bis heute in der Forschung umstritten.[7]
2. Elche, die als ziegenartig beschrieben werden, aber keine Kniegelenke hätten; deswegen würden sie sich zum Schlafen an Büsche oder Bäume lehnen, die von den Germanen anhand der Fußspuren ermittelt und angesägt bzw. unterwühlt würden – komme dann der müde Elch zu seiner gewohnten Schlafstelle, falle er um und könne mangels Kniegelenk nicht mehr aufstehen.
Zur Erklärung dieser zoologisch einigermaßen abstrusen Angaben hat die Forschung lange angenommen, der Verfasser der Passage gebe hier Jägerlatein wieder, das ihm germanische Kundschafter bei seinen beiden Exkursionen über den Rhein aufgeschwatzt haben könnten. Der Altphilologe Otto Seel wies 1967 nach, dass die Geschichte der gelenklosen Tiere in einer  byzantinischen Ergänzung zum Physiologus, einem Handbuch der Tiersymbolik, fast genauso berichtet wird, aber nicht von Elchen, sondern von Elefanten. Hier erscheint der Bericht auch etwas weniger unsinnig, denn deren Kniegelenke sind tatsächlich nicht gut zu erkennen. Da sich die  griechischen Wörter ελεφας – der Elefant und ελαφος – der Hirsch nur durch zwei Vokale unterscheiden, liegt die Vermutung nahe, dass die absurde Geschichte von Elchen ohne Kniegelenke hier ihren Ursprung hat, denn der Verfasser des Exkurses 6,24-28 gibt selbst an, dass er sein Wissen über den Herkynischen Wald nicht aus eigener Anschauung, sondern aus (heute verlorenen) Schriften des Eratosthenes und anderer griechischer  Ethnographen bezog. Es handelt sich also nicht um Jägerlatein, sondern um die Ausschmückung eines griechischen ethnographischen Textes, der nach einem Abschreibfehler unverständlich geworden war.[8]
3. Auerochsen, die etwas kleiner als Elefanten und so wild seien, dass sie nicht gezähmt werden könnten; die Germanen würden sie mittels Fallgruben jagen und ihre Hörner als Trinkgefäße verwenden.

Plinius der Ältere (23/24–79 n. Chr.)  berichtet in seiner Naturalis Historia, es gebe im Herkynischen Wald Vögel, deren Gefieder nachts leuchte wie Feuer. Diese Wundergeschichte wurde u. a. von Solinus (4. Jahrhundert) und Isidor von Sevilla (ca. 560–636) weiterkolportiert und war im Mittelalter weit verbreitet, vor allem in der Version von Honorius Augustodunensis (ca. 1080 – ca. 1151), der sie in seinem Schulbuch De imagine mundi allerdings in Hyrkanien verortet.

## Sonstiges
Der Asteroid des äußeren Hauptgürtels (458) Hercynia ist nach dem Herkynischen Wald benannt.